# HMS Indefatigable (1784)
HMS Indefatigable – brytyjska fregata żaglowa z przełomu XVIII i XIX wieku. Jej budowę jako dwupokładowego okrętu liniowego rozpoczęto w 1781 roku, zaś ukończono po zmianie planów jako fregatę w 1794 roku. Brała udział w starciach z rewolucyjną Francją i wojnach napoleońskich.

## Historia
„Indefatigable” został zamówiony w sierpniu 1780 roku w stoczni Henry’ego Adamsa w Bucklers Hard w Hampshire jako 64-działowy liniowiec typu Ardent. Stępkę pod okręt położono w maju 1781 roku a wodowanie nastąpiło w lipcu 1784 roku. Ponieważ w tym czasie koncepcja tego typu okrętów była już przestarzała a po zakończeniu wojny o niepodległość Stanów Zjednoczonych nie było potrzeby wzmacniania floty, budowa została wstrzymana. Podjęto ją ponownie po zaangażowaniu się Wielkiej Brytanii w konflikt z rewolucyjną Francją w 1793 roku.
Na skutek doniesień o przebudowie kilku francuskich liniowców na ciężkie i silnie uzbrojone fregaty, Admiralicja brytyjska zdecydowała się na podobne postępowanie z trzema nieukończonymi okrętami, w tym „Indefatigablem”. Zmiany, zwane w języku angielskim razee (polskim odpowiednikiem jest strzyżenie), polegały na demontażu górnych pokładów dziobowego i rufowego oraz odpowiedniej przebudowie dziobnicy i sekcji rufowej. Otrzymano w ten sposób nominalną fregatę 38-działową, szybszą i lepiej żeglującą niż okręt liniowy, zachowującą znaczną część z jego silnego uzbrojenia i mocnej konstrukcji. Po przebudowie fregata została oficjalnie przejęta przez Royal Navy w grudniu 1794 roku, choć jej wyposażanie i próby morskie trwały jeszcze do lutego następnego roku. Pierwszym dowódcą okrętu został komandor Edward Pellew (1757–1833), późniejszy admirał i wicehrabia Exmouth.
„Indefatigable” wszedł w skład dowodzonego przez Pellewa zespołu okrętów, operujących na kanale La Manche. 12 kwietnia 1796 roku zatrzymał i zdobył francuską fregatę „Unité”, zaś 11 dni później, po piętnastu godzinach pościgu i dwugodzinnym pojedynku artyleryjskim, 40-działową fregatę „Virginie”. 13 stycznia 1797 roku „Indefatigable” i mniejszy, 36-działowy okręt „Amazon”, przechwyciły powracający z wojskiem do Brestu po nieudanej próbie przeprowadzenia desantu na wybrzeżu irlandzkim francuski liniowiec „Droits de l’Homme”. Wykorzystując przewagę szybkości i zwrotności, brytyjskie jednostki prowadziły skuteczny ostrzał przeciwnika. Po nocnej walce w silnym sztormie francuski okręt rozbił się na mieliźnie w zatoce Audierne, tracąc ponad tysiąc osób spośród załogi i przewożonych żołnierzy. Także „Amazon” uległ rozbiciu, ale niemal cała załoga została uratowana. Dzięki śmiałym działaniom komandora Pellewa jego okręt wyszedł cało z bitwy i sztormu.
Edward Pellew dowodził „Indefatigablem” do marca 1799 roku, zastąpiony następnie przez komandora Curzona. Po zawarciu pokoju w Amiens (25 marca 1802 roku) okręt został przeniesiony do rezerwy. Jednak już w następnym roku, w związku ze wzrostem napięcia w stosunkach z Francją, fregatę przywrócono do służby, pod dowództwem komandora Grahama Moore’a. W 1804 roku, dowodząc zespołem czterech okrętów, otrzymał on zadanie przechwycenia okrętów hiszpańskich, wiozących skarby z kolonii w Ameryce do metropolii. Oba zespoły natknęły się na siebie 5 października 1804 roku w rejonie Kadyksu. W bitwie, która się wtedy wywiązała (pomimo że formalnie Wielka Brytania i Hiszpania nie były w stanie wojny), Brytyjczycy zatopili jedną z hiszpańskich fregat i zdobyli trzy pozostałe wraz z przewożonymi na nich kosztownościami, tracąc jedynie dwóch zabitych.
Kolejną akcją, w której wziął udział „Indefatigable” było wsparcie działań komandora Thomasa Cochrane’a, który w nocy 11 kwietnia 1809 roku zaatakował przy pomocy branderów okręty francuskie na kotwicowisku przy Île-d’Aix. Akcja przyniosła Francuzom stratę czterech okrętów liniowych i jednej fregaty.
Po zakończeniu wojen napoleońskich „Indefatigable” został odstawiony do rezerwy i rozebrany w 1816 roku w Sheerness.
„Indefatigable” dowodzony przez komandora Pellewa został opisany w powieści C.S. Forestera Pan midszypmen Hornblower (Mr Midshipman Hornblower), jednej z dwunastu tworzących cykl powieściowy o przygodach fikcyjnego oficera Royal Navy Horatio Hornblowera w czasach wojen napoleońskich.